# Kirkuk (giacimento)
Kirkuk è un giacimento petrolifero iracheno.
Scoperto nel 1927 quando l'Iraq era sotto occupazione britannica, Kirkuk è il più grande giacimento di petrolio del paese e uno dei più grandi al mondo. Ha un'importanza storica considerevole.
Vicino alla città con lo stesso nome, questo giacimento modellò l'industria petrolifera del paese e ha influenzato notevolmente la sua storia. L'Iraq Petroleum Company, in gran parte in mano agli interessi britannici, fu creata per sfruttarlo. 
Negli anni Trenta, il giacimento di Kirkuk costituiva un punto importante della politica globale di Londra, non solo per l'enorme rilevanza economica che rappresentava, ma anche per essere la principale fonte di petrolio conosciuta all'epoca, che alimentava l'esercito e la flotta britannica.
A partire dal 1934, il suo petrolio fu dirottato verso il Mediterraneo grazie a degli oleodotti che terminavano a Tripoli (Libano) e Haifa (futuro Israele), tutti e due chiusi successivamente. Kirkuk rappresentò l'intera produzione del paese fino agli anni Cinquanta.
Fu nazionalizzato, come tutto il petrolio iracheno, nel 1971. Circa la metà del petrolio prodotto fino ad ora in Iraq è arrivato da questo giacimento.
Durante il regime di Saddam Hussein, il giacimento è stato supersfruttato, per desiderio di massimizzare la produzione e far rientrare le valute straniere, sia per mancanza di equipaggiamento e di certi prodotti (da iniettare nel giacimento). Queste cattive pratiche potrebbero aver danneggiato irreversibilmente la riserva e diminuito le sue riserve.
Attualmente, il giacimento produce 600 kb/g, che ne fa il secondo produttore del paese dopo Rumaila. L'ultima stima disponibile pone le riserve restanti a 8.7 miliardi di barili - sapendo che più di 15 Gb sono già stati estratti, è dunque un giacimento ampiamente sfruttato e depauperato.